# Gunnel Vallquist
Gunnel Vallquist (født 19. juni 1918 i Stockholm i Sverige, død 11. januar 2016) var en svensk forfatter og kritiker, og medlem af Svenska Akademien siden 1982. Som katolik har Vallquist frem for alt skrevet essayer i religiøse emner. Hendes største værk er den svenske oversættelse af Marcel Prousts På sporet af den tabte tid, der udkom 1965–82.
Vallquist var datter af oberstløjtnant Gunnar Vallquist og oversætteren Lily, født Söderberg. Efter studier i romanske sprog, litteraturhistorie og nordiske sprog ved Uppsala Universitet blev hun magister i filosofi 1946.
Derefter flyttede hun til Frankrig og fik kontakt med Sven Stolpe. Vallquist havde på det tidspunkt konverteret til katolicismen og havde siden studenterårene skrevet for katolske tidsskrifter. Fra Frankrig fortsatte hun sit arbejde som skribent ved Bonniers Litterära Magasin, Dagens Nyheter og fra 1952, ved Svenska Dagbladet som essayist og kulturskribent. Hendes magnum opus, oversættelsen af Marcel Prousts På sporet af den tabte tid, påbegyndte hun i 1950. Som kulturskribent introducerede Vallquist en del fransk litteratur i Sverige.
I et par år i 1950'erne var Vallquist bosat i Rom. Der påbegyndte hun en biografi over Giorgio La Pira, en katolsk forgrundsfigur fra Firenze i efterkrigstiden.
Vallquists første bog, Något att leva för fra 1956 var en essaysamling. Hendes øvrige udgivne bøger var også faglitteratur, men med tiden med tiltagende skønlitterære træk. I sin Dagbok från Rom (4. bind, 1964–66) rapporterede hun fra Det andet Vatikankoncil. Centrale kirkepolitiske og aktuelle teologiske spørgsmål har været gentagne emner for Vallquists forfatterskab.
Siden 1976 har Vallquist været teologisk æresdoktor ved Lunds Universitet. I 1982 efterfulgte hun Anders Österling i Svenska Akademien. I 1981 fik hun professortite af den svenske regering.